# Teorema di Wilson
In Teoria dei numeri, il teorema di Wilson afferma che, dato n > 1 naturale, esso è un numero primo se e solo se
{\displaystyle (n-1)!\ \equiv \ -1\ ({\mbox{mod}}\ n)} oppure, in forma equivalente, {\displaystyle (n-2)!\ \equiv \ 1\ ({\mbox{mod}}\ n)}
(si veda fattoriale e aritmetica modulare per la notazione).  Il teorema fornisce quindi una condizione necessaria e sufficiente per stabilire se un numero n ≥ 2 è primo.

## Storia
Questo teorema fu scoperto per la prima volta da Ibn al-Haytham (conosciuto anche come Alhazen) intorno all'anno mille, ma ha preso il nome da John Wilson (allora studente del matematico inglese Edward Waring), che lo riscoprì più di 700 anni dopo. Waring annunciò il teorema nel 1770, nonostante né lui né Wilson possedessero una dimostrazione. Lagrange diede la prima dimostrazione nel 1773. Vi sono alcune ragioni per credere che Leibniz conoscesse questo risultato già un secolo prima, ma non lo pubblicò mai.

## Esempi
Applichiamo il teorema di Wilson ai numeri 5 e 6: 
- Per il numero 5 si ha: (4! + 1) = (24 + 1) = 25, che infatti è un multiplo di 5.
- Per il numero 6 si ha: (5! + 1) = (120 + 1) = 121, che non è un multiplo di 6.

La tabella seguente mostra i valori di n da 2 a 30, (n-1)! e il resto di (n-1)! nella divisione per n. Indichiamo il resto di m/n come m mod n. Se n è un numero primo, allora il colore di sfondo è rosa. E se n è un numero composto, quindi il colore di sfondo è verde pallido.
| {\displaystyle n} | {\displaystyle (n-1)!}          | {\displaystyle (n-1)!\ {\bmod {\ }}n} |
| ----------------- | ------------------------------- | ------------------------------------- |
| 2                 | 1                               | 1                                     |
| 3                 | 2                               | 2                                     |
| 4                 | 6                               | 2                                     |
| 5                 | 24                              | 4                                     |
| 6                 | 120                             | 0                                     |
| 7                 | 720                             | 6                                     |
| 8                 | 5040                            | 0                                     |
| 9                 | 40320                           | 0                                     |
| 10                | 362880                          | 0                                     |
| 11                | 3628800                         | 10                                    |
| 12                | 39916800                        | 0                                     |
| 13                | 479001600                       | 12                                    |
| 14                | 6227020800                      | 0                                     |
| 15                | 87178291200                     | 0                                     |
| 16                | 1307674368000                   | 0                                     |
| 17                | 20922789888000                  | 16                                    |
| 18                | 355687428096000                 | 0                                     |
| 19                | 6402373705728000                | 18                                    |
| 20                | 121645100408832000              | 0                                     |
| 21                | 2432902008176640000             | 0                                     |
| 22                | 51090942171709440000            | 0                                     |
| 23                | 1124000727777607680000          | 22                                    |
| 24                | 25852016738884976640000         | 0                                     |
| 25                | 620448401733239439360000        | 0                                     |
| 26                | 15511210043330985984000000      | 0                                     |
| 27                | 403291461126605635584000000     | 0                                     |
| 28                | 10888869450418352160768000000   | 0                                     |
| 29                | 304888344611713860501504000000  | 28                                    |
| 30                | 8841761993739701954543616000000 | 0                                     |

## Dimostrazioni

### Prima dimostrazione
Questa dimostrazione sfrutta il fatto che gli elementi invertibili dell'Anello {\displaystyle \mathbb {Z} /n} delle classi di resto degli interi modulo n sono determinati mediante la Funzione φ di Eulero di n ovvero rappresentate dagli  interi positivi m tali che m < n ed m coprimo con n.  Quindi, se p è un primo, l'insieme {\displaystyle G=(\mathbb {Z} /p)^{*}=\{1,2,\dots ,p-1\}} forma un gruppo nell'operazione di moltiplicazione modulo p. Ciò significa che per ogni elemento i in G, esiste un unico inverso j in G tale che ij ≡ 1 (mod p).  Se i ≡ j (mod p), allora i2 ≡ 1 (mod p), che implica i2 − 1 = (i + 1)(i − 1) ≡ 0 (mod p), e poiché p è primo, questo implica che i ≡ 1 o −1 (mod p), cioè i = 1 o i = p − 1.
In altri termini, 1 e p − 1 sono gli unici termini che coincidono con i loro inversi, mentre ogni altro elemento di G ha un inverso diverso da sé stesso, perciò se raccogliamo gli elementi di G a coppie in questa maniera e li moltiplichiamo, il prodotto risultante sarà −1 ovvero
{\displaystyle (p-1)!=(p-1)(p-2)\cdots 2\cdot 1\equiv (p-1)\cdot 1\equiv -1\mod p}
Per esempio, se p = 11, abbiamo
{\displaystyle 10!=1(10)(2\cdot 6)(3\cdot 4)(5\cdot 9)(7\cdot 8)\ \equiv \ -1\ ({\mbox{mod}}\ 11).}
Se p = 2, è banale la verifica del risultato.
Per quanto riguarda il teorema inverso (vedi sotto per maggiori dettagli), supponiamo che la congruenza valga per un composto n. Allora n ha un divisore proprio d tale che 1 < d < n. Ovviamente d divide (n − 1)! e, per ipotesi, d divide anche (n − 1)! + 1. 
Ma allora d divide anche la loro differenza, cioè d divide (n − 1)! + 1 - (n − 1)! = 1, e ciò è assurdo.

### Seconda dimostrazione
Qui vi è un'altra dimostrazione del teorema.
Supponiamo che p sia un primo dispari. Si consideri il polinomio
{\displaystyle g(x)=(x-1)(x-2)\cdots (x-(p-1))}
ricordando che se f(x) è un polinomio non nullo di grado d in un campo F, allora f(x) ammette al più d radici su F. Consideriamo ora il polinomio
{\displaystyle f(x)=g(x)-(x^{p-1}-1).}
Poiché i coefficienti dei termini di grado massimo si annullano, possiamo dedurre che f(x) è un polinomio di grado, al più, p − 2. Riducendo modulo p, deduciamo quindi che f(x) ammette al più p − 2 radici mod p. Ma per il teorema di Fermat, ognuno degli elementi 1, 2, ..., p − 1 è una radice di f(x). Ciò è impossibile, a meno che f(x) sia identicamente zero mod p, e questo può avvenire solo se ogni coefficiente di f(x) è divisibile per p.
Ma dal momento che p è dispari, il termine costante di f(x) è uguale a (p − 1)! + 1, e da ciò segue la tesi.

## Applicazioni
Il teorema di Wilson è inutilizzabile come test di primalità, dal momento che il calcolo esplicito di (n − 1)! mod p, richiedendo n moltiplicazioni, è difficile per n grande.
Usando il teorema di Wilson, abbiamo per ogni primo p:
{\displaystyle 1\cdot 2\cdots (p-1)\ \equiv \ -1\ ({\mbox{mod}}\ p)}
{\displaystyle 1\cdot (p-1)\cdot 2\cdot (p-2)\cdots m\cdot (p-m)\ \equiv \ 1\cdot (-1)\cdot 2\cdot (-2)\cdots m\cdot (-m)\ \equiv \ -1\ ({\mbox{mod}}\ p),}
dove p = 2m + 1. Questo diventa:
{\displaystyle \prod _{j=1}^{m}\ j^{2}\ \equiv (-1)^{m+1}\ ({\mbox{mod}}\ p).}
Quindi la primalità è determinata dai residui quadratici modulo p.  Possiamo utilizzare questo fatto per dimostrare parte di un noto risultato:  −1 è un residuo quadratico mod p se p ≡ 1 (mod 4).  Supponiamo infatti p = 4k + 1 per qualche intero k.  Allora possiamo prendere m = 2k nella relazione precedente e concludere che
{\displaystyle \left(\prod _{j=1}^{2k}\ j\right)^{2}=\prod _{j=1}^{2k}\ j^{2}\ \equiv (-1)^{2k+1}\ =-1({\mbox{mod}}\ p).}

### Formula esatta per π(x)
Dal teorema di Wilson si può ricavare facilmente una formula per il numero di numeri primi minori di x. Infatti vale:
{\displaystyle \left(p-1\right)!\equiv -1{\pmod {p}}}
per ogni numero primo p, e inoltre:
{\displaystyle \left(n-2\right)!\equiv 0{\pmod {n}}}
per ogni numero composto n > 4. Utilizzando questi fatti si dimostra che, per n ≥ 5:
{\displaystyle \pi (x)=\sum _{5\leq n\leq x}n\left\{{\frac {\left(n-2\right)!}{n}}\right\}+2,}
dove {\displaystyle \lbrace x\rbrace } indica la parte frazionaria di x. Questa formula sfrutta il fatto che, per n > 4, {\displaystyle \left\{{\frac {\left(n-2\right)!}{n}}\right\}} è uguale a 0 se n è composto, a {\displaystyle {\frac {1}{n}}} se n è primo. Essa risulta comunque inutile nelle applicazioni poiché richiede una mole di calcoli di gran lunga più elevata del crivello di Eratostene, e va quindi considerata solo come una curiosità matematica.

## Generalizzazione
Vi è anche una generalizzazione del teorema di Wilson, dovuta a Carl Friedrich Gauss:
{\displaystyle \prod _{\begin{matrix}1\leq a<n\\(a,n)=1\end{matrix}}a\ \equiv \ \left\{{\begin{matrix}-1\ ({\mbox{mod }}n)&{\mbox{se }}n=2,4,\;p^{\alpha },\;2p^{\alpha }\\\ \ 1\ ({\mbox{mod }}n)&{\mbox{altrimenti}}\end{matrix}}\right.}
dove p è un primo dispari.
Proviamo la generalizzazione. Per {\displaystyle n=2} la verifica è immediata, pertanto considereremo gli altri casi.
I casi dove la produttoria è congrua a {\displaystyle -1} sono i casi in cui il modulo è ciclico, infatti {\displaystyle \mathbb {Z} _{n}} si può partizionare in tre insiemi distinti  {\displaystyle I_{0},I_{1},I_{2}} dove:
{\displaystyle I_{0}=\left\{x\in \mathbb {Z} _{n}:(x,n)\neq 1\right\}} , {\displaystyle I_{1}=\left\{x\in \mathbb {Z} _{n}:(x,n)=1\land x^{2}\not \equiv 1{\pmod {n}}\right\}}, {\displaystyle I_{2}=\left\{x\in \mathbb {Z} _{n}:(x,n)=1\land x^{2}\equiv 1{\pmod {n}}\right\}.}
Ora si ha che:
{\displaystyle \prod _{\begin{matrix}1\leq a<n\\(a,n)=1\end{matrix}}a\equiv \prod _{x\in I_{1}}x\prod _{y\in I_{2}}y{\pmod {n}}.}
L'insieme {\displaystyle I_{1}} contiene ogni elemento ed il suo inverso, pertanto la produttoria vale 1 (In questo insieme ogni elemento è distinto dal suo inverso). L'insieme {\displaystyle I_{2}} contiene tutte le radici seconde dell'unità, pertanto è un gruppo rispetto alla moltiplicazione. In particolare, contenendo l'elemento {\displaystyle -1,} si ha che
{\displaystyle -1,x\in I_{2}\Rightarrow -x\in I_{2}}
e poiché ogni elemento è distinto dal suo opposto, per assurdo
{\displaystyle x\equiv -x{\pmod {n}}\Rightarrow 2x\equiv 0{\pmod {n}}.}
Ma poiché {\displaystyle x} è invertibile otteniamo {\displaystyle n=2} , valore che avevamo escluso. Quindi si ha che in {\displaystyle I_{2}} gli opposti sono distinti e pertanto {\displaystyle \left|I_{2}\right|=2r} ed enumerandoli:
{\displaystyle I_{2}=\left\{x_{1},-x_{1},x_{2},-x_{2},\ldots ,x_{r},-x_{r}\right\}.}
Quindi:
{\displaystyle \prod _{y\in I_{2}}y\equiv (x_{1})(-x_{1})(x_{2})(x_{2})\ldots (x_{r})(-x_{r})\equiv (-1)^{r}(x_{1})^{2}(x_{2})^{2}\ldots (x_{r})^{2}{\pmod {n}}.}
Guardando alla definizione di {\displaystyle I_{2}} abbiamo
{\displaystyle \prod _{y\in I_{2}}y\equiv (-1)^{r}{\pmod {n}},}
dove {\displaystyle r} è la metà del numero di soluzioni dell'equazione {\displaystyle x^{2}-1\equiv 0{\pmod {n}}}. Poiché il numero di soluzioni di tale equazioni vale:
- {\displaystyle 2^{\omega (n)}}      se {\displaystyle \nu _{2}(n)=0,2;}
- {\displaystyle 2^{\omega (n)-1}}  se {\displaystyle \nu _{2}(n)=1;}
- {\displaystyle 2^{\omega (n)+1}}  se {\displaystyle \nu _{2}(n)>2.}

Qui {\displaystyle \nu _{2}(n)} è una valutazione. Sostituendo otteniamo
{\displaystyle \prod _{\begin{matrix}1\leq a<n\\(a,n)=1\end{matrix}}a\equiv (-1)^{2^{\omega (n)+s}}{\pmod {n}},}
dove
- {\displaystyle s=-1}  se {\displaystyle \nu _{2}(n)=0,2;}
- {\displaystyle s=-2}  se {\displaystyle \nu _{2}(n)=1;}
- {\displaystyle s=0}      se {\displaystyle \nu _{2}(n)>2.}

Si vede quindi che solo i moduli ciclici hanno {\displaystyle r=1} , mentre per i moduli non ciclici {\displaystyle r} è pari.

## Teorema inverso
L'inverso del teorema di Wilson afferma che, dato un numero composto {\displaystyle n>5},
{\displaystyle n|(n-1)!.}
Ciò non considera il caso {\displaystyle n=4}, per cui {\displaystyle 3!\equiv 2{\pmod {4}}.}
Infatti, se {\displaystyle q} è un fattore primo di {\displaystyle n} tale che {\displaystyle n=qa}, la sequenza
{\displaystyle 1,2,\cdots ,n-1}
include {\displaystyle a-1} multipli di {\displaystyle q}. Dunque la massima potenza di {\displaystyle q} che divide il fattoriale è almeno {\displaystyle {n \over q}-1} e la massima potenza che divide {\displaystyle n} è al più
{\displaystyle {{\log n} \over {\log q}}.}
La disuguaglianza richiesta
{\displaystyle {{\log n} \over {\log q}}\leq {n \over q}-1}
è valida in generale, ad eccezione del caso {\displaystyle q=2} ed {\displaystyle n=4.}